# St. Anna (Materborn)

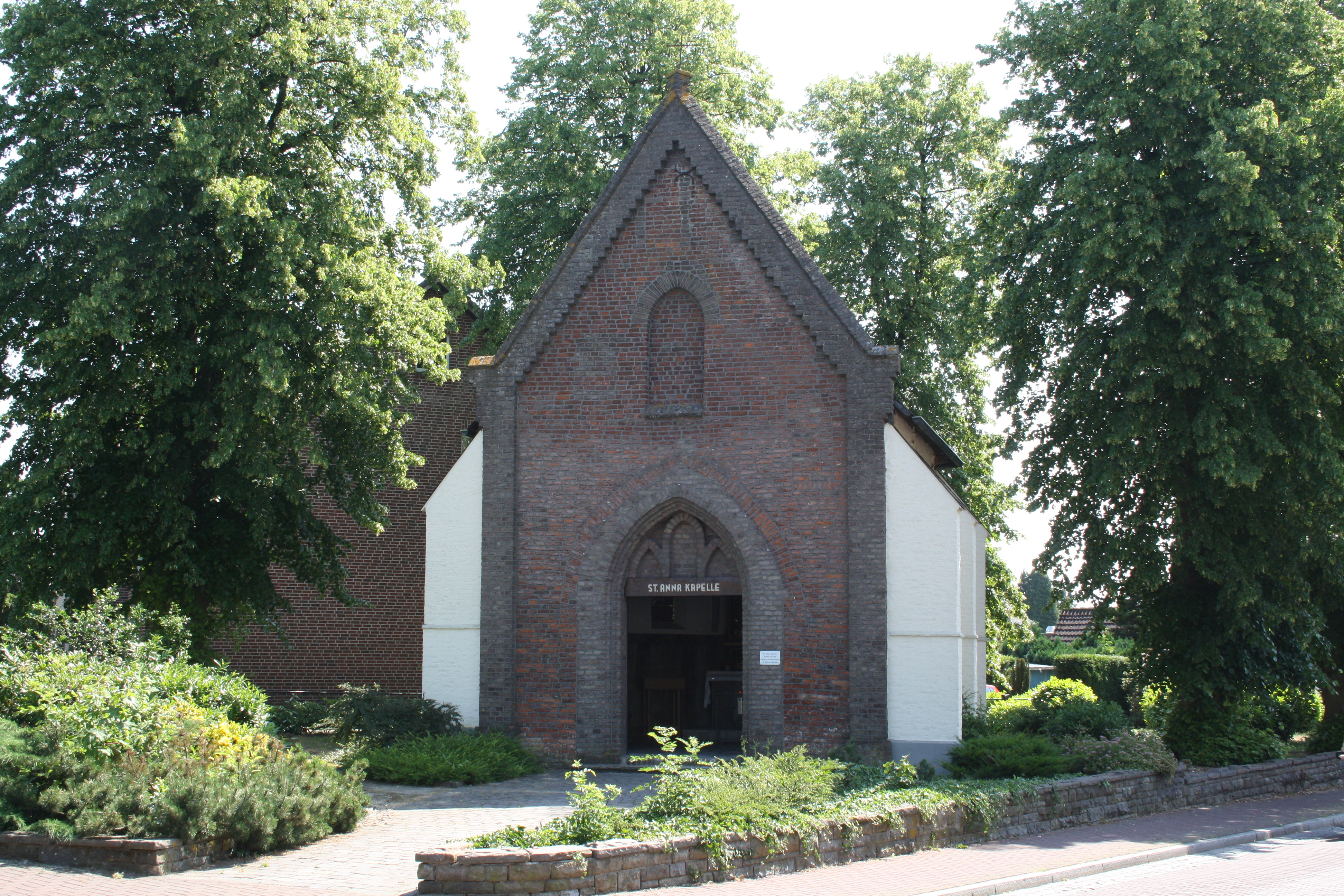
Annenkapelle

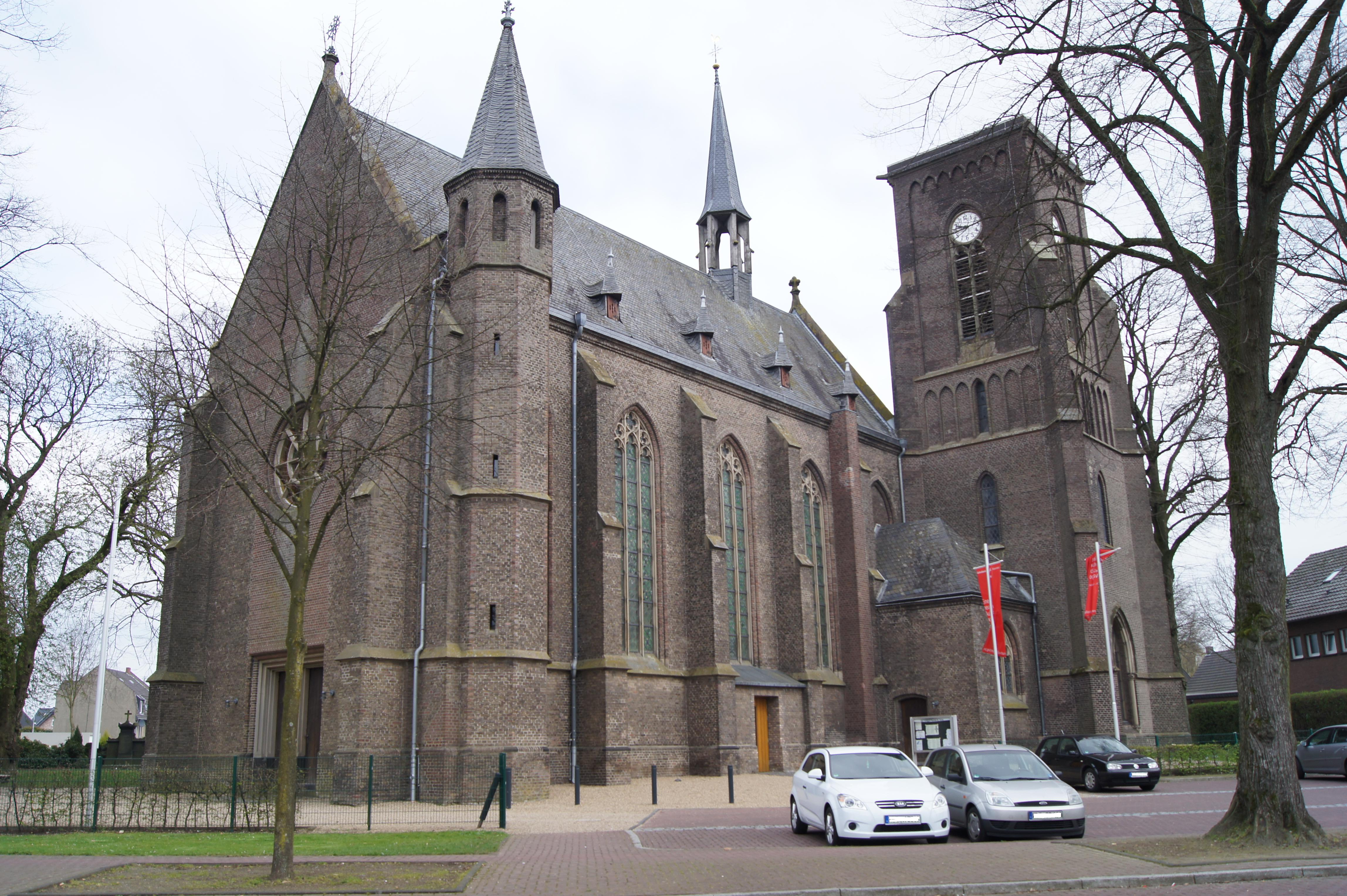
Pfarrkirche St. Anna

St. Anna ist die römisch-katholische Pfarrkirche von Materborn, einem Stadtteil von Kleve am Niederrhein in Nordrhein-Westfalen.

## Geschichte
Bis zum Bau der heutigen Annenkirche diente die in Backstein errichtete, erstmalig 1495 genannte spätgotische Antoniuskapelle (später: Annenkapelle), von der noch der Chorraum der ursprünglich größeren Kirche erhalten ist, als kirchliches Zentrum des Dorfes Materborn. 1862 wurde in Materborn ein Vikariat begründet und zugleich die Abtrennung von St. Mariä Himmelfahrt in Kleve vorbereitet, die mit der Pfarrerhebung 1894 endete. In der Zwischenzeit wurde 1880 bis 1882 nach Plänen des Architekten Franz Pelzer aus Kleve die heutige neugotische Pfarrkirche St. Anna errichtet. Südlich des Chores wurde 1904/05 der Kirchturm angefügt, dessen Turmhelm nach der Zerstörung im Zweiten Weltkrieg nicht wiederhergestellt wurde. 1962 bis 1966 wurde von den Architekten Carl und Josef Merl ein zeltförmig angelegter Kirchenneubau mit starker Durchfensterung errichtet, während die bisherige Pfarrkirche auf die Funktion als Friedhofskapelle und Depot für Kirchenausstattung reduziert wurde. Nach denkmalpflegerischer Unterschutzstellung des historistischen Kirchenbaus fiel die Entscheidung zum Abbruch des Kirchenneubaus und zur Wiederherstellung der alten Kirche, die seit 2008, zusammen mit der 1956 erbauten, seit 1980 selbstständigen Herz-Jesu-Kirche in Reichswalde als Pfarrkirche der Gemeinde „Zur Heiligen Familie Kleve“ dient.

## Architektur
Die Materborner Annenkirche wurde in Anlehnung an die niederrheinische Baukunst des späten Mittelalters als eine einschiffige Saalkirche aus Backstein mit einem eingezogenen, in fünf Seiten des Achtecks schließenden Chor errichtet, ihr Inneres ist kreuzrippengewölbt. Der ursprünglich turmlose Baukörper besitzt einen Dachreiter. Durch den nachträglichen Anbau des mächtigen Kirchturms erhielt die Kirche eine landschaftliche Dominanz, die vor dem Verlust seines Steilhelms noch ausgeprägter war.

## Ausstattung
Von der ursprünglichen Ausstattung der St.-Anna-Kirche sind die Fenster aus der Glasmalerei-Werkstatt Wilhelm Derix  aus Kevelaer von 1882 mit Darstellungen aus dem Leben der Hl. Anna: ihre Vermählung mit Joachim, die Geburt Mariens und die Darstellung Mariens im Tempel, erhalten. Von dem Klever Künstler Gerd Brüx stammten die drei erhalten gebliebenen Altäre. Vom Hochaltar von 1909 sind die Figuren der Kreuzigungsgruppe erhalten, der Annenaltar von 1910 befindet sich heute in der St.-Anna-Kapelle, der Marienaltar entstand 1912.

## Orgel
Ein Jahrzehnt nach ihrer Fertigstellung erhielt die neue Annenkirche 1977 eine Orgel der niederländischen Orgelbaufirma Verschueren Orgelbouw. Sie wurde beim Abbruch dieser Kirche 2008 durch Romanus Seifert & Sohn in den Altbau übertragen und seitlich des Chores platziert. Die Disposition mit elektrischer Traktur lautet:
| I Hauptwerk C–g3 |             |             |
| 1.               | Prinzipal   | 08′         |
| 2.               | Spitzflöte  | 08′         |
| 3.               | Octave      | 04′         |
| 4.               | Koppelflöte | 04′ + 2 ⁄3′ |
| 5.               | Quinte      | 02 ⁄3′      |
| 6.               | Octave      | 02′         |
| 7.               | Mixtur V    |             |
| 8.               | Dulzian     | 16′         |
| 9.               | Trompete    | 08′         |
|                  | Tremulant   |             |

| II Schwellwerk C–g3 |            |       |
| 10.                 | Gedackt    | 8′    |
| 11.                 | Spitzgamba | 8′    |
| 12.                 | Rohrflöte  | 4′    |
| 13.                 | Gemshorn   | 2′    |
| 14.                 | Quinte     | 1 ⁄3′ |
| 15.                 | Zimbel II  | 1⁄5′  |
| 16.                 | Gemshorn   | 8′    |
|                     | Tremulant  |       |

| Pedal C–f1 |           |          |
| 17.        | Subbass   | 16′      |
| 18.        | Violon    | 08′      |
| 19.        | Choral    | 04′ + 2′ |
|            | Tremulant |          |

- Koppeln: II/I, I/P, II/P